# Puidoux
 (septembre 2010).
Si vous disposez d'ouvrages ou d'articles de référence ou si vous connaissez des sites web de qualité traitant du thème abordé ici, merci de compléter l'article en donnant les références utiles à sa vérifiabilité et en les liant à la section « Notes et références ».
Puidoux est une commune suisse du canton de Vaud, située dans le district de Lavaux-Oron.

## Géographie
La commune de Puidoux s'étend du Léman et des coteaux de Lavaux au Mont Pèlerin et au canton de Fribourg. 

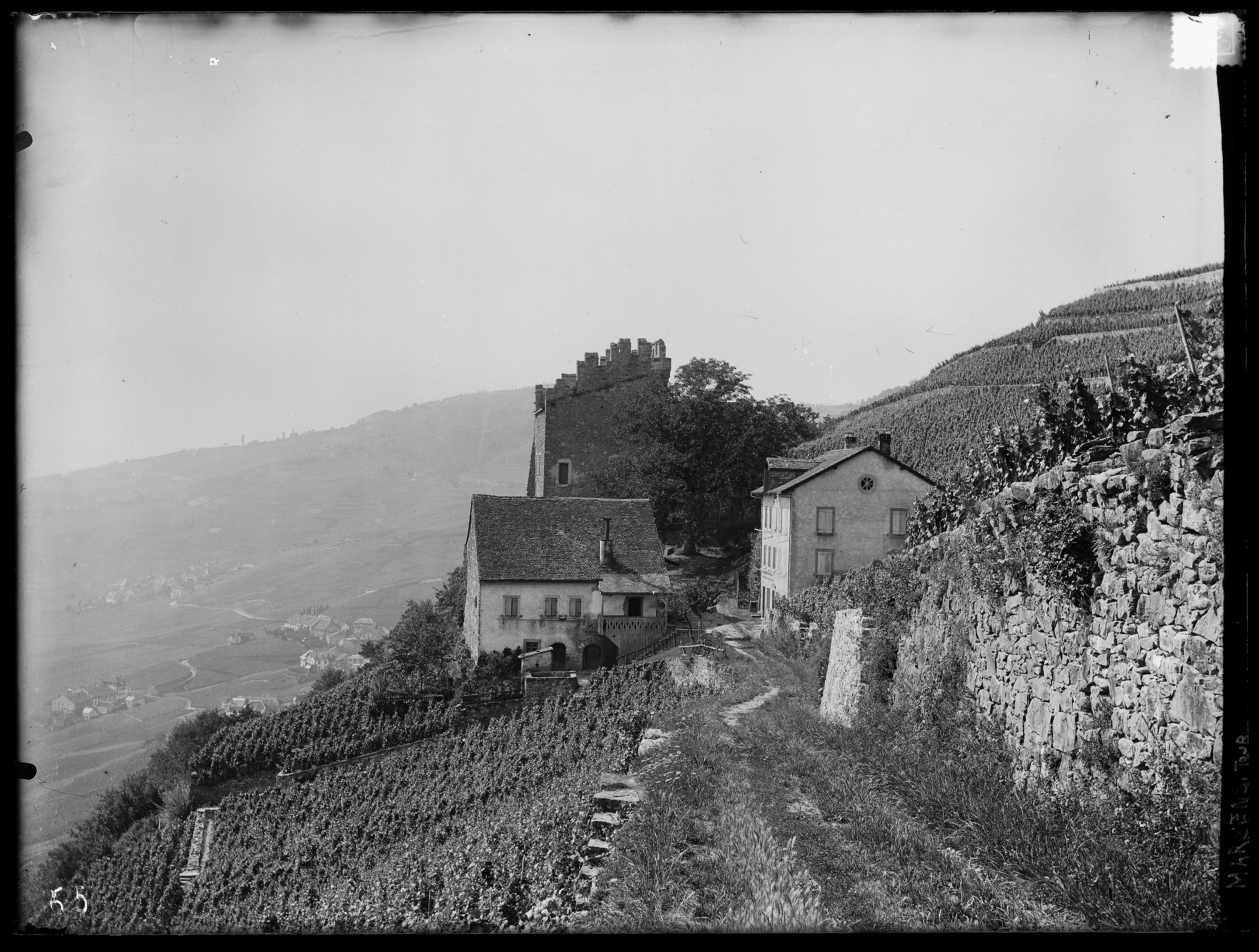
Tour de Marsens à Puidoux, 26 juillet 1899.

Dépourvue d'agglomération importante, la commune est constituée de nombreux hameaux et de fermes isolées disséminés autour du village de Puidoux. Sur son territoire se trouve le lac de Bret. Le hameau de Treytorrens figure à l'inventaire fédéral des sites construits à protéger en Suisse.

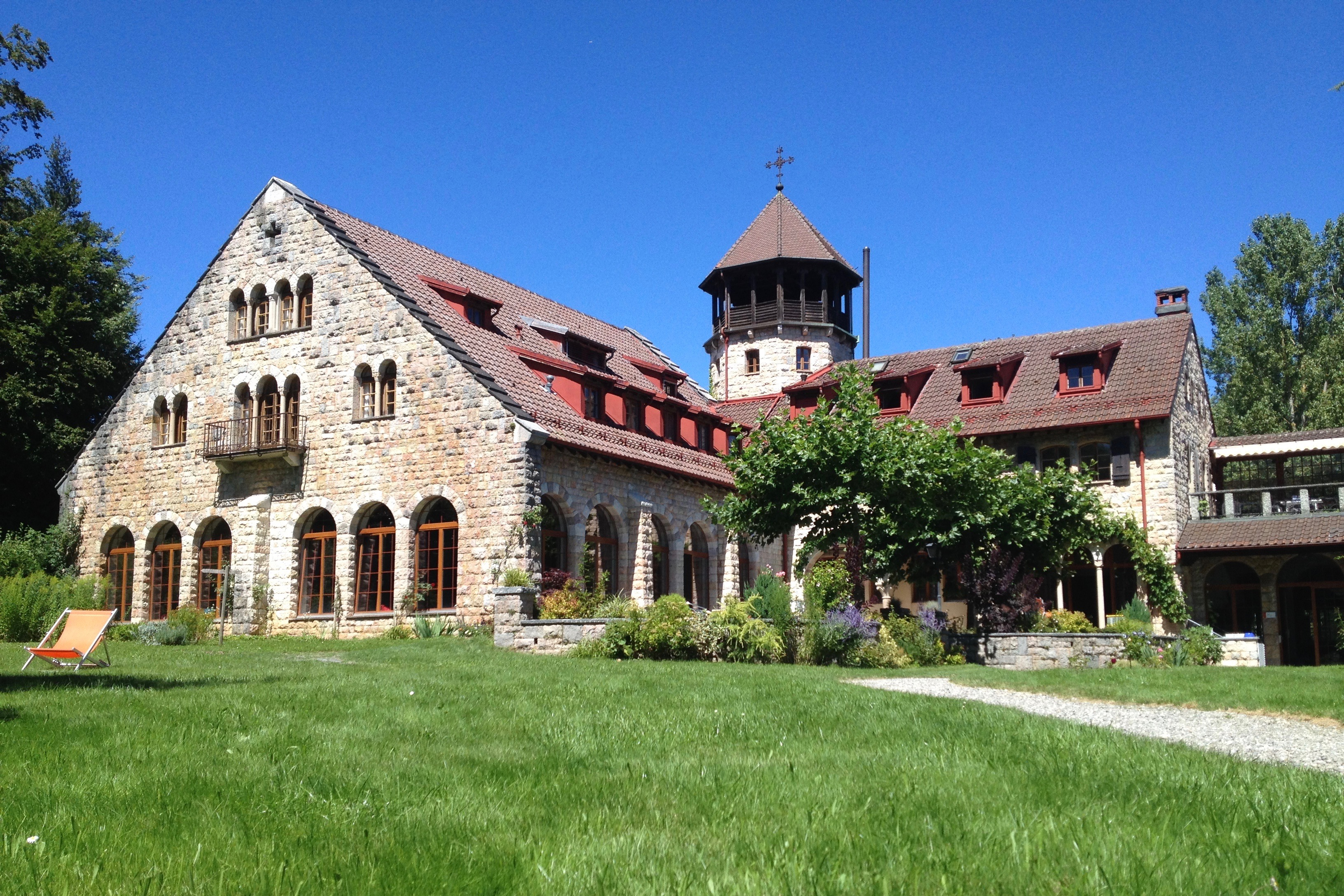
La maison de Crêt-Bérard.

Dans la plaine du Verney se concentrent les activités industrielles et artisanales, ainsi que le complexe scolaire et la salle polyvalente. Situé près de l'embranchement de l'autoroute A9, le Verney a connu un développement important. Sur la commune se trouve le centre religieux de Crêt-Bérard. Sur un flanc du Mont Pèlerin, face au Léman, se situe le hameau de Cremières. 
La commune de Puidoux est entourée des communes de Rivaz, Chexbres, Saint-Saphorin (Lavaux), Chardonne, Granges (FR), Les Thioleyres, Les Tavernes, Forel (Lavaux) et Epesses.
Située entre le bassin du Rhône et celui du Rhin, Puidoux voit une partie de ses eaux partir vers le nord par les ruisseaux du Grenet et du Corbéron, tandis que la Salenche et le Forestay se faufilent en direction du Léman.
Le Lac de Bret sert de réserve naturelle d'eau potable, alimentant les communes voisines et principalement la Ville de Lausanne.
Cette région agricole est desservie par trois sociétés de laiterie, avec coulage du lait au Village, à Cremières et à la Mélériaz.
Le Mont-Chesau domine la commune de ses 980 mètres d'altitude. Cette propriété communale de plus de 154 poses vaudoises - 696 554 m2 -, reçoit le jeune bétail de la Société d'alpage de Puidoux.
Le plan des zones de la Commune de Puidoux a cherché à diversifier les différentes activités prévues sur le territoire. Ainsi, la plaine du Verney a permis l'implantation d'industries et d'entreprises artisanales dans des secteurs aménagés à cet effet. On a construit trois immeubles-tours, un groupe de maisons au pied de l'ancienne gravière de Publoz et un centre commercial.

## Population

### Surnom
Les habitants de la commune sont surnommés les Amoureux (qui étaient représentés sur les anciennes armoiries de la commune).

## Patrimoine bâti
Vers la Chapelle, temple protestant de 1746 construit sur les fondations d'une église du Xe siècle, reconstruite au XIIIe siècle sur un plan similaire. Fouilles archéologiques en 1973-1974.

## Manifestations
Toutes les années au mois d'août, le Bout d'Brousse Festival est organisé sur les hauts de Puidoux dans le but de promouvoir les groupes de musique locaux et suisses. Cette manifestation est gratuite et déplace régulièrement plus de 5 000 personnes sur les deux soirs.

## Vignoble
Tout au sud, accroché à la pente, entre Epesses et Rivaz, s'étend le vignoble de Puidoux d'une superficie de 73 hectares. Le nom de la Commune n'apparaît que rarement sur les étiquettes étant donné que ces crus fameux portent principalement le nom de 'Dézaley Grand Cru'.
Des domaines prestigieux se côtoient, celui de l'État de Vaud en Dézaley-Marsens et ceux du Clos des Moines et du Clos des Abbayes, propriétés de la Commune de Lausanne, ainsi que des parchets aux noms évocateurs 'Les Embleyres' (Arc-en-Vins SA Raymond & Sébastien Chappuis, Les Fils Rogivue, Domaine de la Chenalettaz), 'Le Pertuiset', 'La Chapotannaz', 'La Gruyère'.
Les vignerons des villages voisins sont nombreux à être propriétaires de quelques charmus sur la Commune de Puidoux. Grâce à la prévoyance des autorités, ce vignoble a pu être protégé de la construction depuis 1949, déjà.

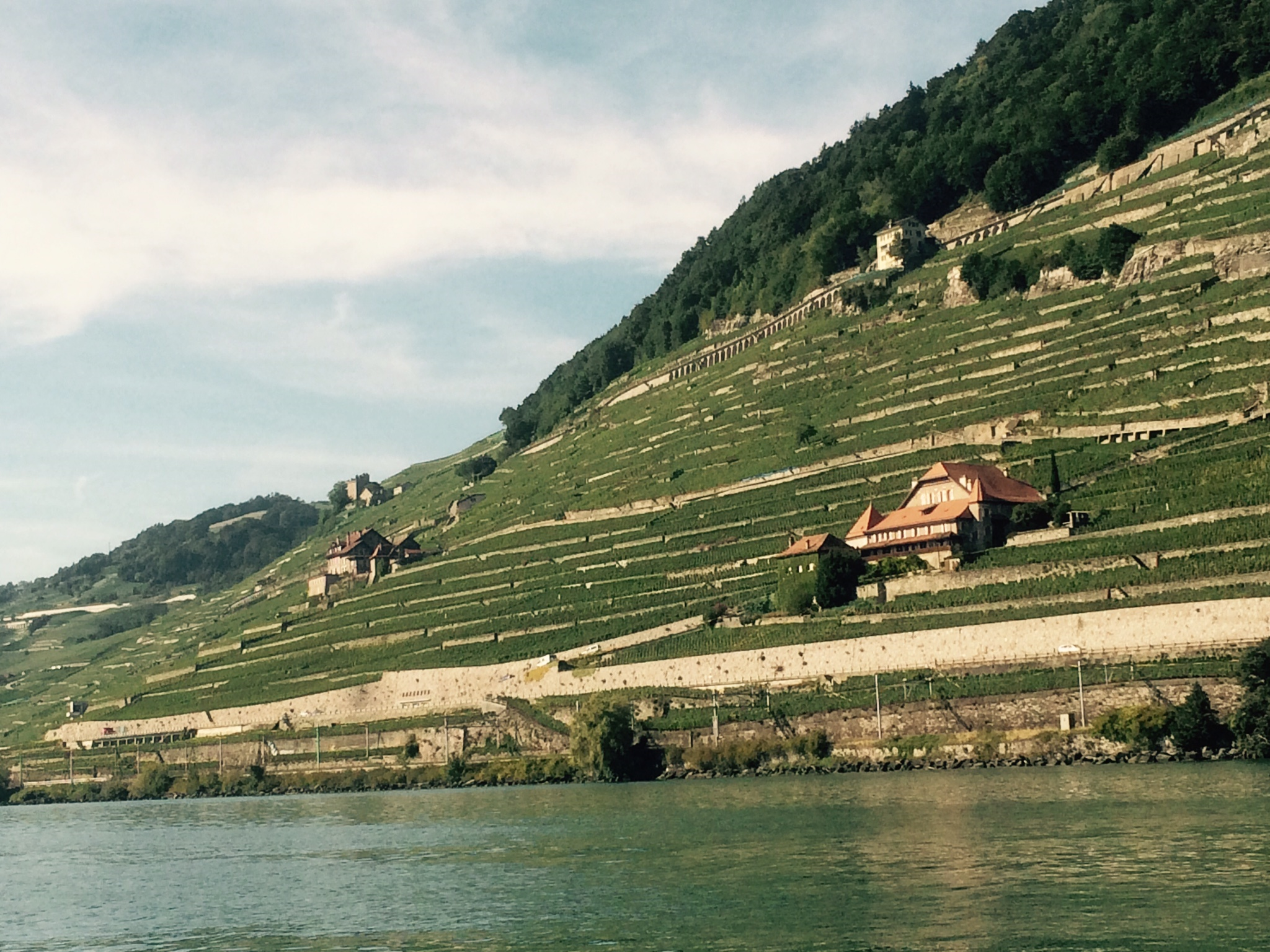
Vignoble du Dézaley, entièrement situé sur la commune de Puidoux, vu depuis le Léman.